# Mat '34
In 1934 introduceerden de Nederlandse Spoorwegen de stroomlijnvorm met de dieselelektrische driewagentreinen die snelle diensten tussen de grote steden gingen verzorgen. Dit materieel werd bekend onder de naam Dieseldrie, DE3 of Materieel '34. Het waren de eerste Nederlandse dieseltreinen.
Niet alleen de stroomlijnvorm was revolutionair, maar ook de lichtgrijze kleur (in plaats van het gebruikelijke olijfgroen) en de comfortabele inrichting, ook in de derde klasse, sprak tot de verbeelding. Nieuw voor Nederland waren ook de automatische Scharfenbergkoppelingen. Daardoor konden de treinstellen snel worden aan- en afgekoppeld en in treinschakeling rijden met twee of meer exemplaren, later ook met de dieselvijf.
Vanaf 15 mei 1934 werden deze treinstellen ingezet op de nog niet geëlektrificeerde hoofdspoorlijnen in het midden van het land (het zogenaamde Middennet). De inzet verliep niet vlekkeloos, zodat enige tijd stoomlocomotieven van de serie NS 3700 (spottend Stoomdiesels genoemd) moesten inspringen. Vier jaar later werden de dieseldrieën hier afgelost door hun elektrische soortgenoten, waarna zij verhuisden naar andere niet-elektrische hoofdverbindingen. Het uiterlijk van het elektrische Materieel '35 en Materieel '36 was afgeleid van de diesel-drie.
Als gevolg van de oorlogsomstandigheden in de Tweede Wereldoorlog kon het materieel wegens brandstofgebrek niet meer ingezet worden. Door oorlogshandelingen en afvoer naar het oosten ging een deel van de treinstellen verloren. De treinstelserie die na de oorlog werd geformeerd deed nog zo'n 15 jaar dienst.
De 'oude dieseldrieën' deden in de jaren vijftig nog voornamelijk dienst op niet-geëlektrificeerde secundaire spoorlijnen. Begin jaren zestig werden zij daar vervangen door de 'nieuwe dieseldrieën', type Plan U. De laatste treinstellen Mat '34 gingen in 1964 buiten dienst. Een exemplaar, treinstel 27, bleef als museumstel bewaard in de collectie van het Nederlands Spoorwegmuseum te Utrecht. In de oorspronkelijke lichtgrijze uitvoering, maar niet rijvaardig, is het stel nog steeds te bewonderen als revolutionaire innovatie in het reizen in Nederland in de jaren dertig.

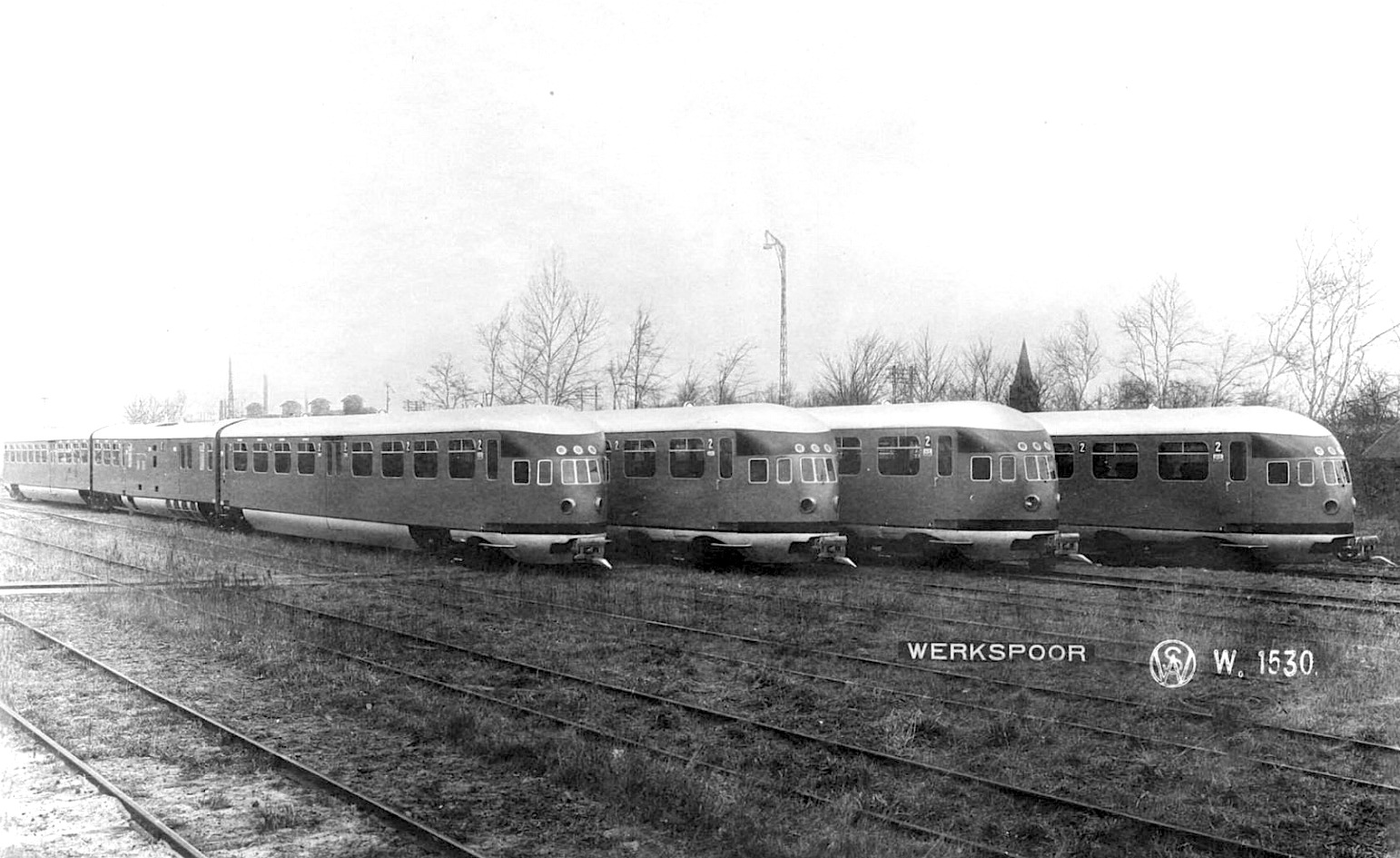
Fabrieksnieuwe treinstellen Materieel '34 op het terrein van Werkspoor.
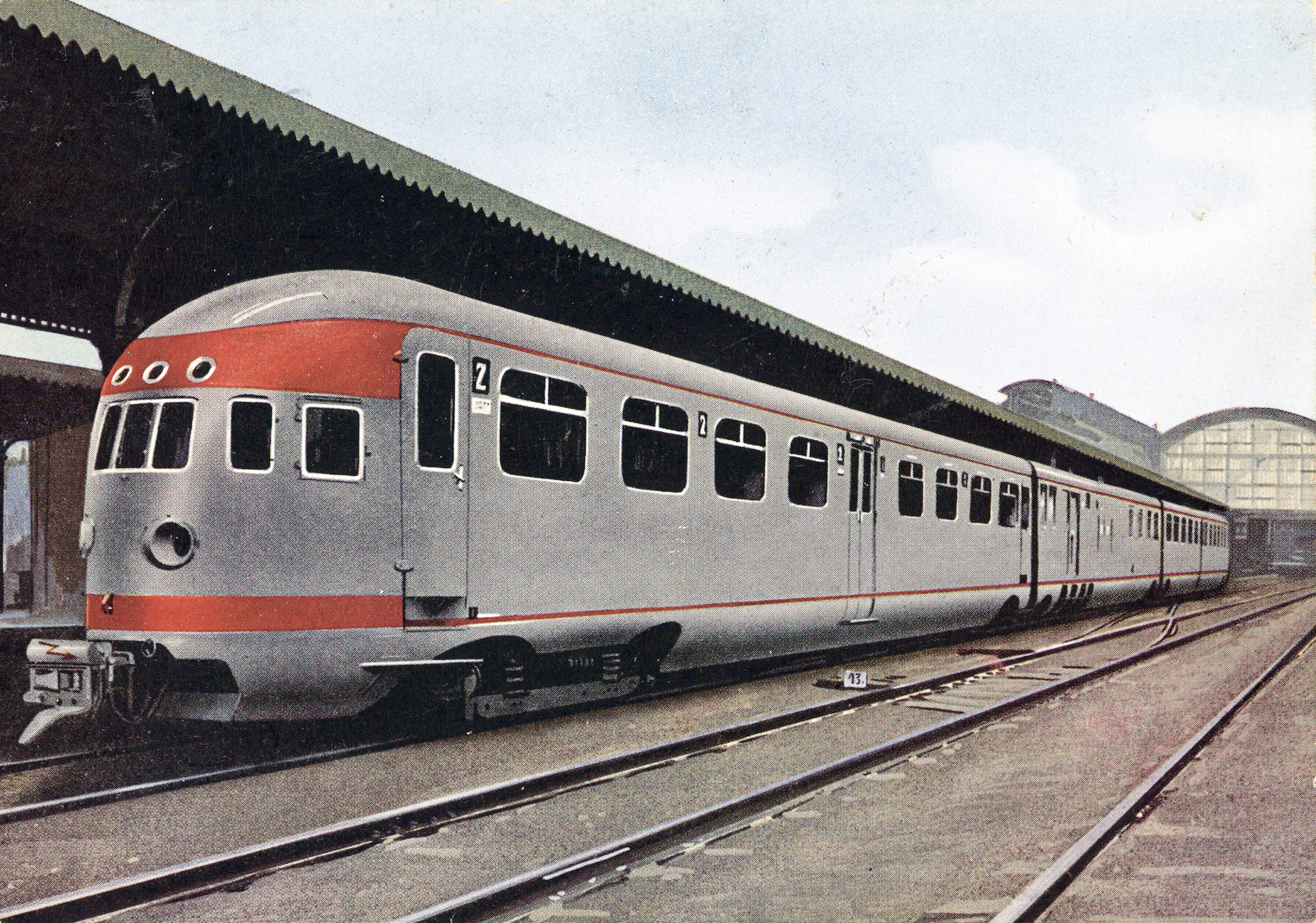
Dieselektrische trein type DE III (Materieel '34) in het grijs, te Utrecht CS; circa 1934.
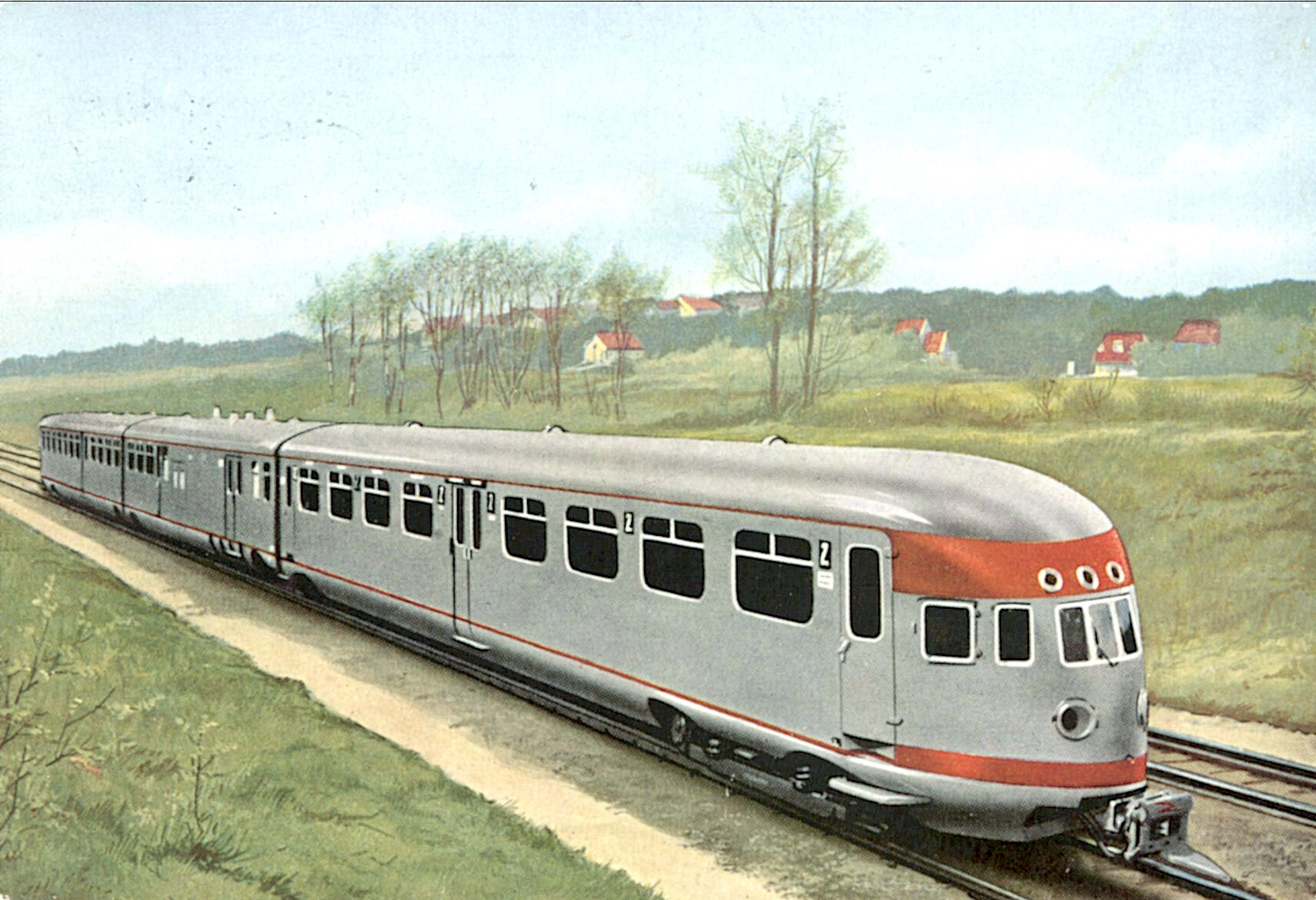
Dieselektrische trein type DE III (Materieel '34) in het grijs, nabij Amersfoort; circa 1934.
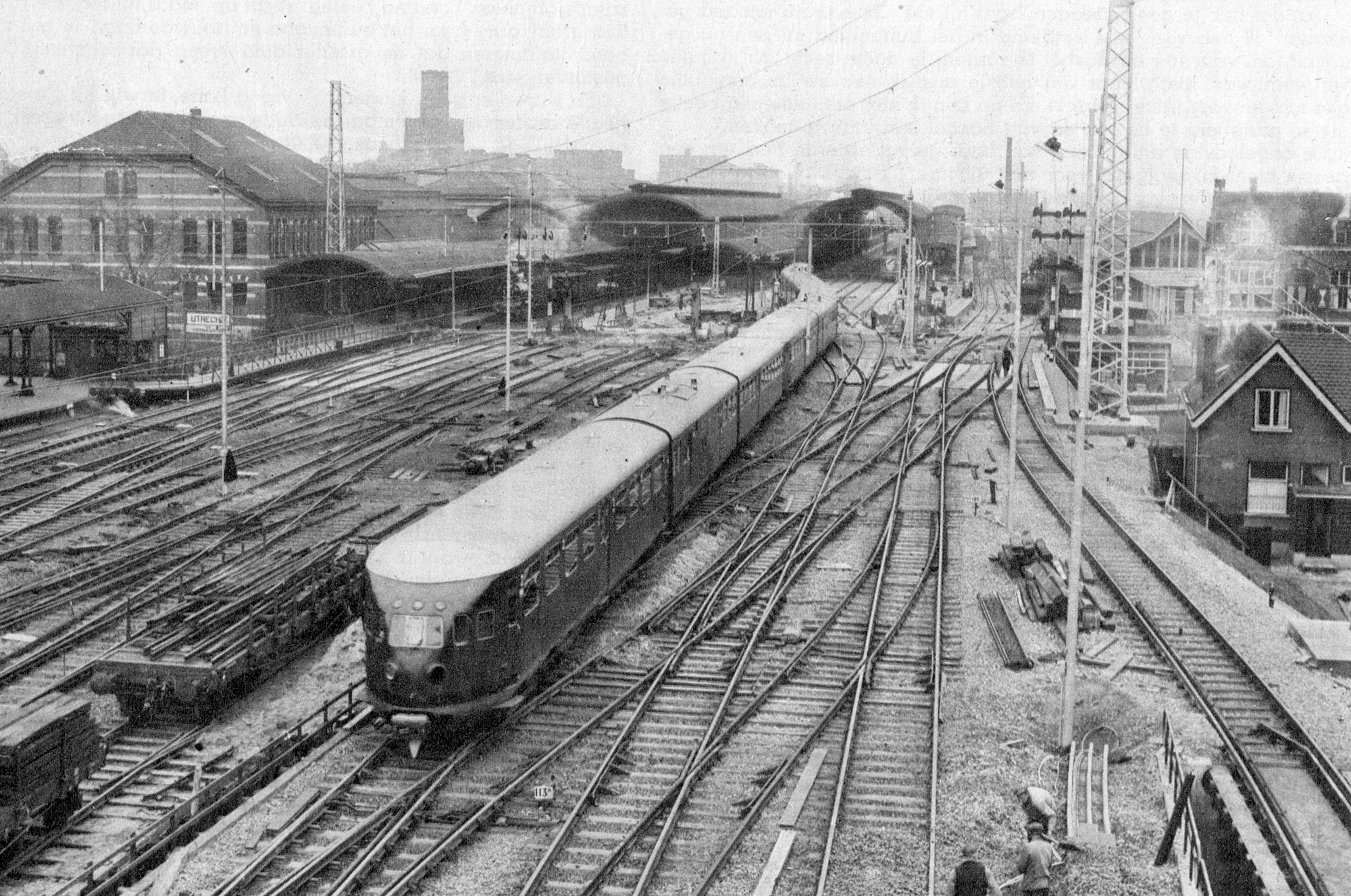
Dieselelektrische trein Materieel '34 te Utrecht CS (noordzijde); circa 1938. Collectie van het Utrechts Archief.
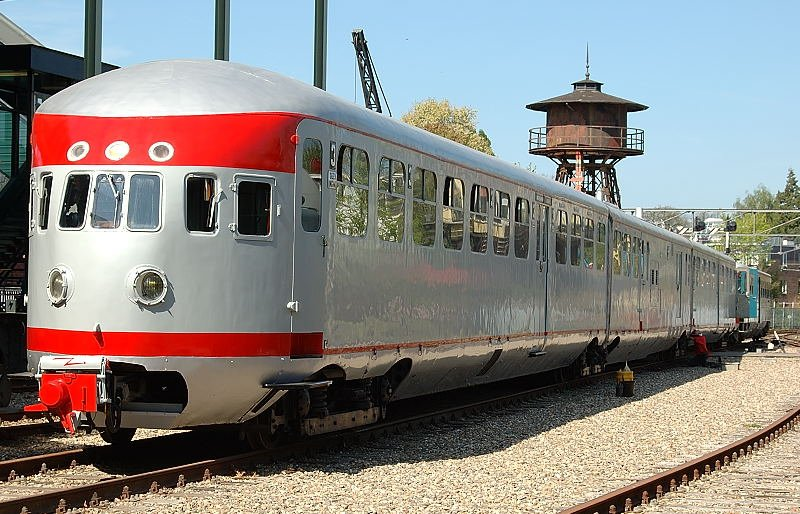
Treinstel 27 op het buitenterrein van het Nederlands Spoorwegmuseum.
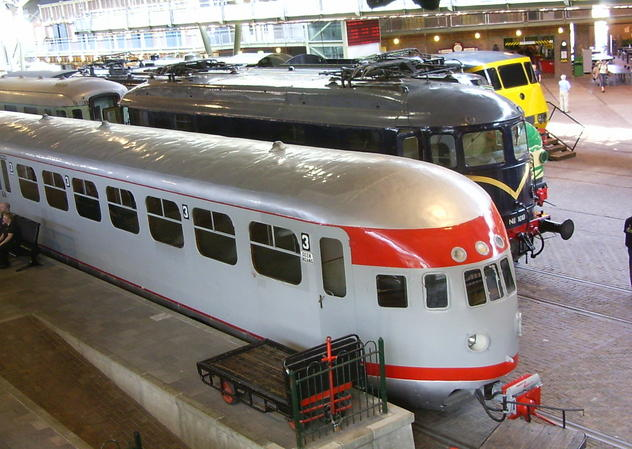
Treinstel 27 in het Nederlands Spoorwegmuseum.
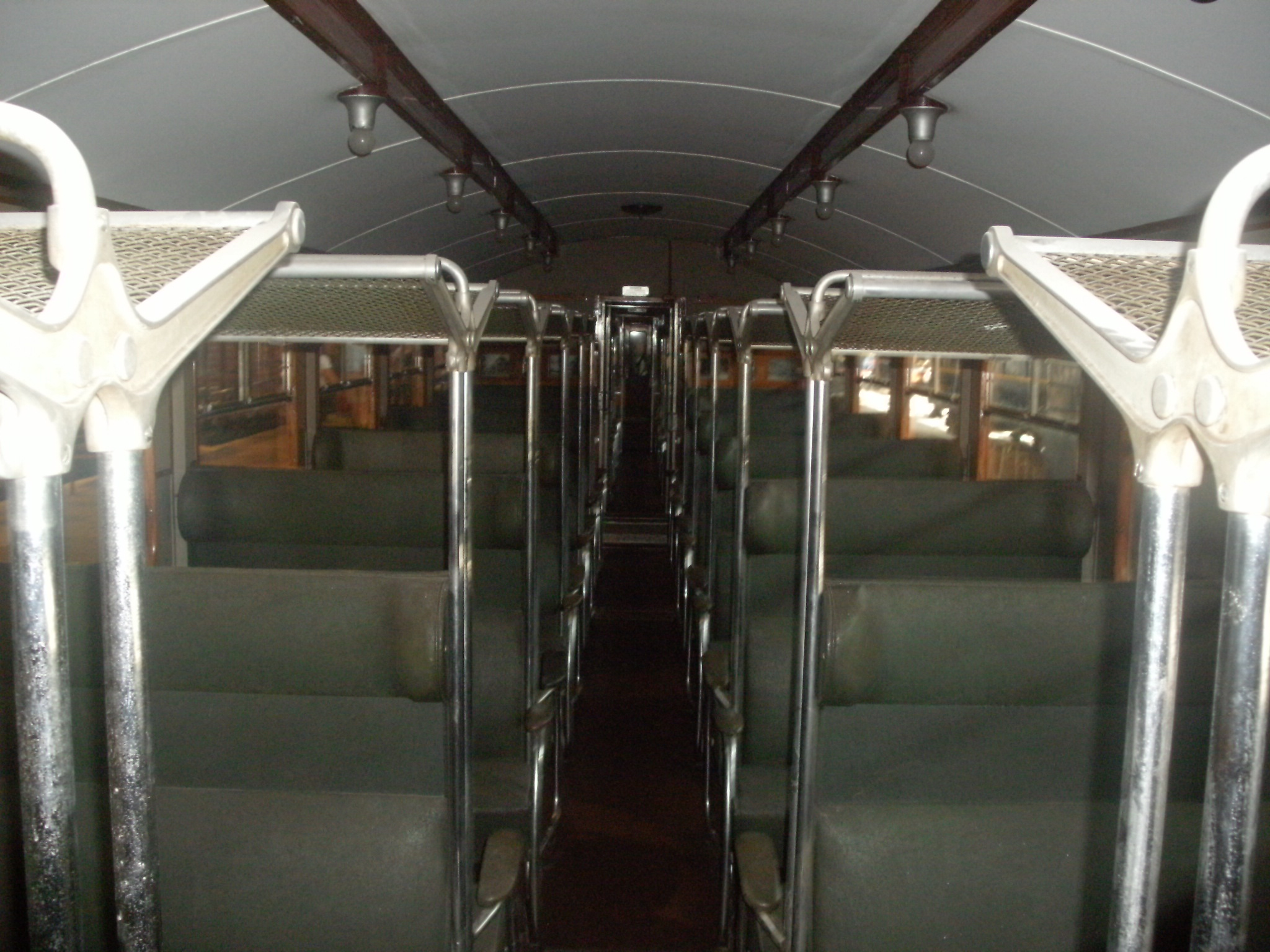
Interieur 3e klasse van het treinstel 27.